# Hadrianisches Aquädukt von Korinth

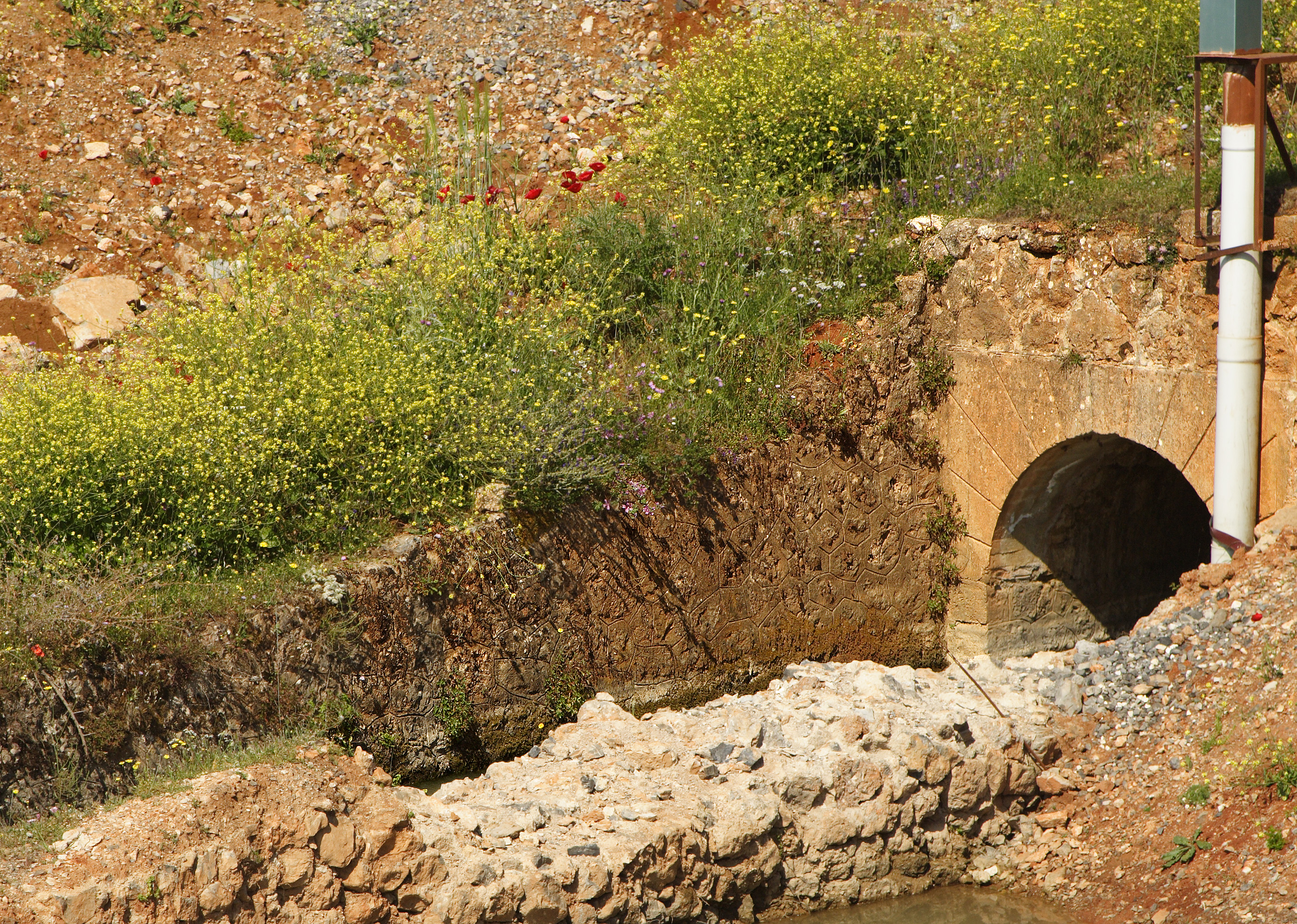
Eingang zum ersten Tunnel

Das Hadrianische Aquädukt von Korinth ist mit einer Länge von 85 Kilometern eines der längsten römischen Aquädukte. Es leitete das Wasser einer Quelle, die in 620 Meter Höhe beim Ort Stymfalia entspringt, in die antike Stadt Korinth. Es hat ein durchschnittliches Gefälle von fünf Metern pro Kilometer und beförderte etwa 80.000 m³ Wasser pro Tag in die Stadt. Von den ursprünglich etwa 70 Brücken sind heute noch 22 nachweisbar. Je nach Untergrund bestand das Aquädukt aus einer in den Fels geschlagenen Rinne oder einem unterirdisch verlaufenden Kanal.

## Geschichte
Pausanias, der zwischen 150 und 160 die Stadt Korinth besuchte, berichtete als einziger antiker Autor über dieses Aquädukt. Er war es auch, der dieses Wasserbauwerk dem römischen Kaiser Hadrian zuordnete. Da Pausanias nur kurze Zeit nach Hadrian Korinth besuchte, wird diese Zuordnung als sicher angesehen. Hadrian besuchte 125/6 und 129/30 die Stadt. Man vermutet, dass kurz nach einem dieser Besuche mit dem Bau begonnen wurde. Die Fertigstellung des Aquädukts erfolgte entweder noch zu Lebzeiten von Hadrian – also bis 138 – oder bis Mitte des 2. Jahrhunderts. Bis zu welchem Zeitpunkt das Aquädukt verwendet wurde, ist nicht bekannt. Die Instandhaltung der Anlage war sehr kostenintensiv. Nach dem Einfall der Goten unter Alarich I. im Jahre 395 nahm die Einwohnerzahl Korinths stark ab. Deshalb geht man davon aus, dass während des 5. Jahrhunderts das Aquädukt aufgegeben wurde.
Im 19. Jahrhundert besuchten die Forscher William Gell, François Pouqueville, William Martin Leake, Ernst Curtius, Friedrich Theodor Vischer, Conrad Bursian und Spyridon Miliarakis Korinth und berichteten über den Aquädukt. 1881 entschied man, den Stymphalischen See trockenzulegen. Hierfür verwendete man den ersten Tunnel des Hadrianischen Aquädukts. Er wurde erweitert und vertieft. 1901 wurde beschlossen, das Wasser der Stymphalischen Quellen zur Bewässerung der Bocha-Ebene zwischen Kiato und Lechaion zu nutzen. Nun verband man den ersten Tunnel durch einen neuen Kanal mit dem zweiten Tunnel des antiken Aquädukts. Der Ausgang wurde an einen Kanal angeschlossen, der das Wasser dem Asopos zuführte.

## Beschreibung
Beim Kloster Zaraka gab es vermutlich ein Becken, in dem das Wasser mehrerer Quellen gesammelt wurde. Ein Kanal leitete das Wasser nördlich und dann südlich um den Stymphalischen See zum Eingang des ersten Tunnels. Der Verlauf entsprach etwa dem des heutigen Kanals. Der etwa 1070 Meter lange Souri-Tunnel leitete das Wasser ins Skoteini-Tal. Ein Kanal, der am nördlichen Rand des Tales verlief, leitete das Wasser zum gegenüberliegenden Prathi-Tunnel. Dieser verläuft am Rande des Alonaki-Gebirges 20 Meter unter der Erde und hat eine Länge von 780 Metern. Beide Tunnel verfügten über Mannlöcher, die etwa 30–40 Meter voneinander entfernt waren, um den Tunnel zu säubern.

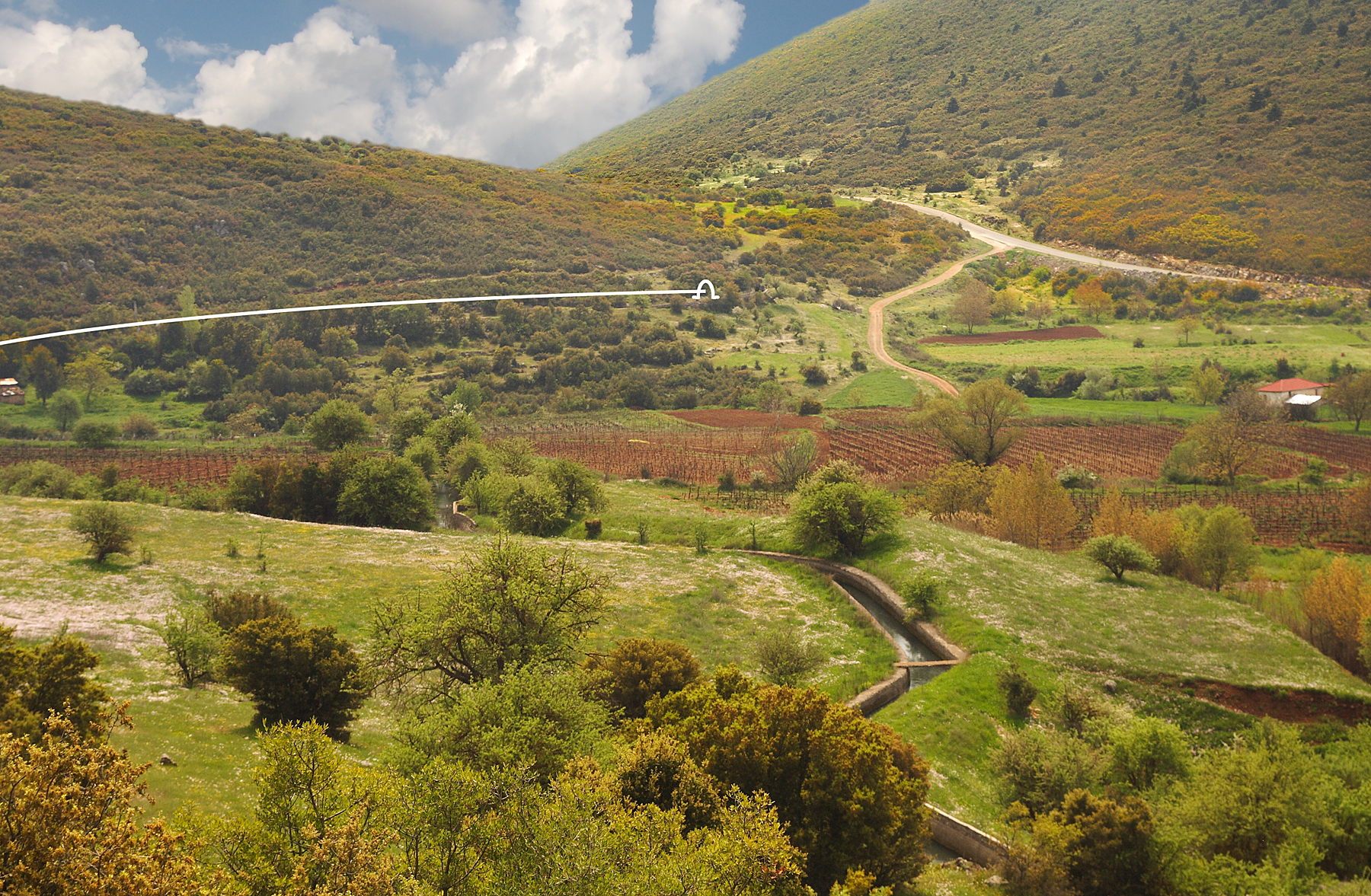
Verwendeter Verlauf der Wasserleitung bei Bouka, nahe Stymphalischer See

Im Gegensatz zum heutigen Verlauf wurde das Wasser nach dem Verlassen des Tunnels nach Süden geleitet. Der Kanal, der in den Boden eingelassen war, verlief am Fuße des Tsoukana in südöstliche Richtung. Nachdem er westlich den Ort Platani passiert hatte, wandte er sich nach Osten und dann nach Süden. Westlich des Ortes Gymno gab es ein Absetzbecken, das jedoch kurz nach dem Zweiten Weltkrieg abgetragen wurde. Solche Becken, in denen sich Sedimente absetzen sollten, gab es wahrscheinlich häufiger. Der Kanal führte nun nach Osten und wandte sich am Fuße des Dourmitza nach Süden. Hier sind noch Reste einer Stützmauer mit sieben Bögen erhalten. Das Aquädukt verlief nun schräg durch das Hochtal, um sich am Fuße des Megalovouni nach Osten zu wenden. Auf einer Strecke von vier Kilometern wechselten sich in den Fels geschlagene Rinnen mit von Mauern getragenen Kanälen ab. 
Schließlich wechselte das Aquädukt durch das Tal, durch welches heute die Autobahn 7 führt, an den Fuß des Berges Strongylo. Es verlief erst am westlichen Fuß, dann am nördlichen und wandte sich dann nach Süden. Über den Fluss Xerias führte eine zweistöckige Brücke. Es ist die größte und am besten erhaltene Brücke des Hadrianischen Aquädukts. Sie ist 42,5 Meter lang, 11,2 Meter hoch und 2,5 Meter breit. Nun kehrte es in das Tal zurück, in dem die Autobahn verläuft. Auf den folgenden etwa vier Kilometern wurde das Bauwerk beim Bau der Autobahn zerstört. Danach verlief der Kanal westlich der Autobahn. Am Ort Alepotrypes befindet sich das einzige heute noch sichtbare Absetzbecken. Es ist 40 Meter lang und elf Meter breit. Die östliche Außenmauer wurde von sechs Pfeilern abgestützt.
Östlich des Berges Debes wandte sich der Kanal in Richtung Agios Vasilios und durchquerte den Ort. Dann wandte er sich nördlich, führte westlich an den Orten Klenia und Chiliomodi vorbei. Nach dem Ort Koutalas verlief er westlich um den Arvanitis und erreichte den dritten Tunnel, der unter dem Spathovouni hindurch führte. Danach umging er westlich den Gerothanasi und umrundete den Penteskouphi im Nordwesten. Südlich des Phlious-Tores in 191 Metern Höhe durchquerte das Aquädukt die westliche Stadtmauer von Korinth. Das ist auch der letzte Punkt des Bauwerks, der bisher identifiziert werden konnte.